# 欽滕巴赫河
47°57′03″N 12°44′21″E / 47.95092°N 12.73926°E
欽滕巴赫河是德國的河流，位於該國東南部，由巴伐利亞負責管轄，屬於格青阿赫河的支流，河道全長4.8公里，流經特勞恩施泰因縣。